# Каприва дел Фријули
Каприва дел Фријули (итал. Capriva del Friuli) је насеље у Италији у округу Горица, региону Фурланија-Јулијска крајина.
Према процени из 2011. у насељу је живело 1679 становника. Насеље се налази на надморској висини од 49 м.

## Становништво
| 1936. | 1951. | 1961. | 1971. | 1981. | 1991. | 2001. | 2011. |
| ----- | ----- | ----- | ----- | ----- | ----- | ----- | ----- |
| 1.313 | 1.482 | 1.456 | 1.401 | 1.528 | 1.574 | 1.613 | 1.731 |